# Grań nad Czarcimi Wrotami

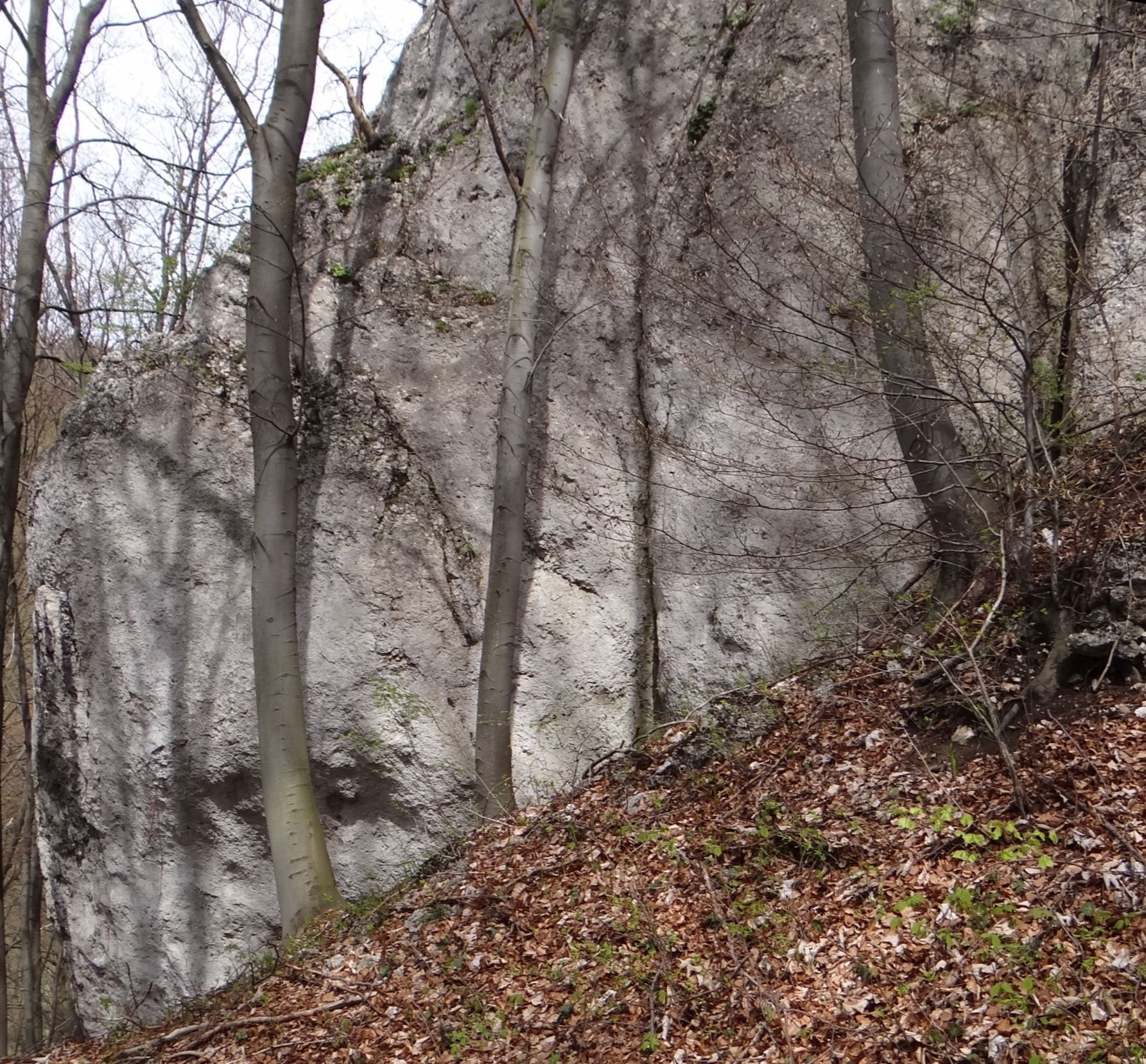
Ściana południowa

Grań nad Czarcimi Wrotami – skała w Dolinie Będkowskiej na Wyżynie Olkuskiej będącej częścią Wyżyny Krakowsko-Częstochowskiej. Administracyjnie znajduje się we wsi Będkowice w województwie małopolskim, w powiecie krakowskim, w gminie Wielka Wieś.
Grań nad Czarcimi Wrotami znajduje się przy asfaltowej drodze wiodącej z Będkowic do dna Doliny Będkowskiej. Jest jedną ze skał zwanych Czarcimi Wrotami i jest położona najwyżej z nich i najbardziej na południe. Znajduje się w lesie i zbudowana jest z wapieni. Są na niej dwie drogi wspinaczkowe o trudności V i VI.2+ w skali polskiej oraz jeden projekt. Wspinaczka z własną asekuracją, brak bowiem stałych punktów asekuracyjnych.
1. Święto flagi; V+
2. Rysa Trzeciego Maja; VI.+
3. Projekt[2].

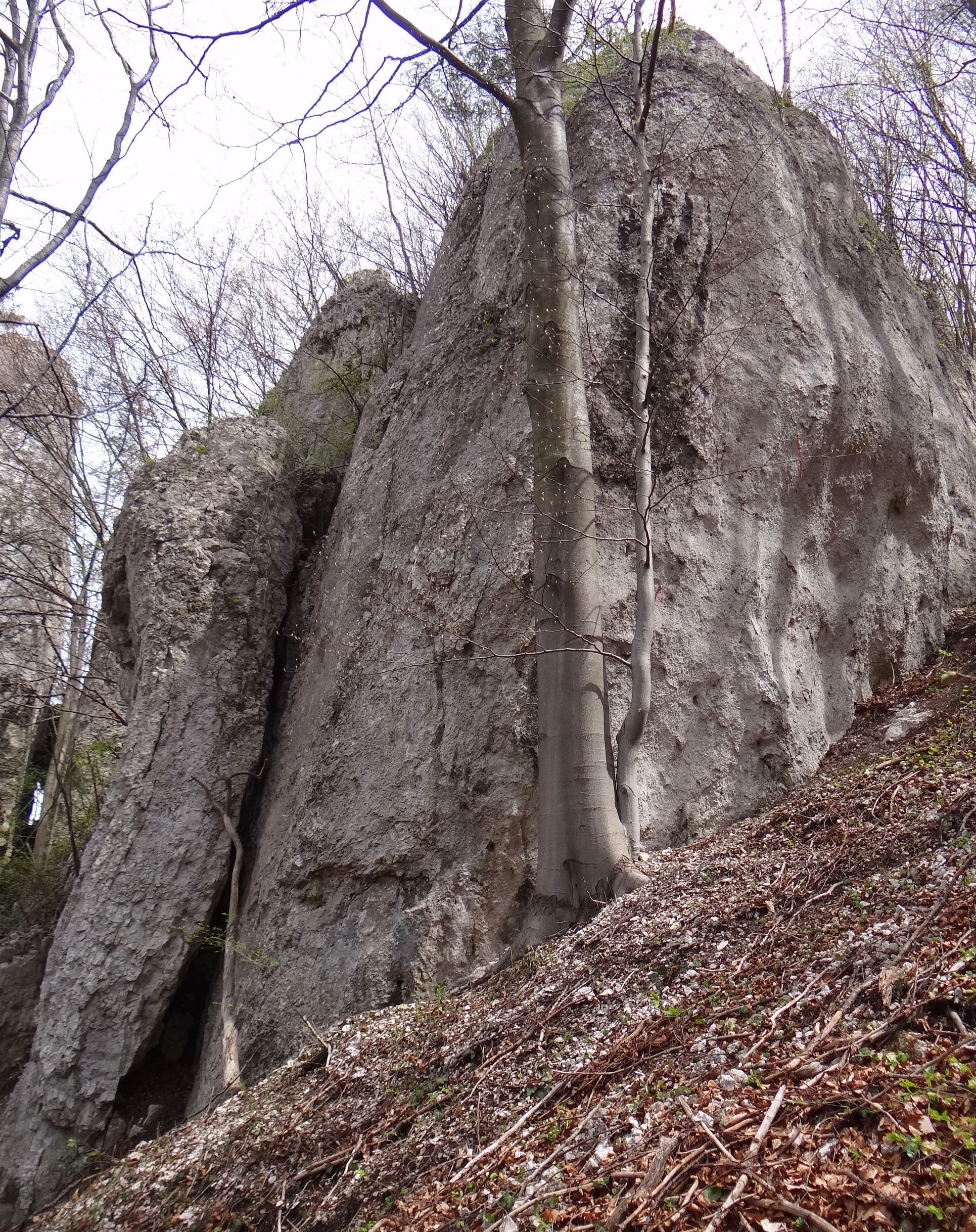
Ściana zachodnia

W Grani nad Czarcimi Wrotami znajduje się Jaskinia nad Diablą Bramą.